# Île de la Pietra
Pour l’article homonyme, voir Pietra.
L'île de la Pietra est une petite île baignée par la mer Méditerranée en Balagne. Elle est reliée par une digue, au port de la commune de l'Île-Rousse en Haute-Corse.
Située au nord-ouest de la ville, l'Île de la Pietra comporte deux points forts de la commune : le phare de la Pietra et la tour génoise ruinée.
- Le phare est situé à l'extrémité nord-ouest, face à de nombreux îlets et rochers (Isula Piana, Broccettu et Isula di u Brocciu) de granite rouge (rocher porphyre).

- La tour, ancienne tour génoise du XVIe siècle[1] se trouve en son centre.

L'Isula Grande, au pied de la vieille tour, présente un site préhistorique important : A Petra. Néolithique ancien  (fouilles MC Weiss)
Michel-Claude Weiss, responsable du GRPP, outre la description du site de A Petra, apporte d'utiles précisions toponymiques pour l'ensemble des îles et îlots (noms réels et noms à lire sur les cartes) : "Le site du Néolithique ancien de l'Ile-Rousse dit de La Pietra (ou plutôt A Petra) se tient dans le secteur est de L'isula Grande, l'un des huit îlots de granite roux de la cité paoline : Saletta, E Petre (comprenant trois rochers), L'Isula Grande (le plus développé des trois îlots), U Ruccettu (appelé parfois, improprement, Broccettu), U Rocciu (sur les cartes, Isola del Brocciu) et Isula Piana."